# Département de Lácar
Le département de Lácar est une des 16 subdivisions de la province de Neuquén, en Argentine. Son chef-lieu est la ville de San Martín de los Andes.
Le département a une superficie de 4 930 km2. Sa population s'élevait à 24 670 habitants en 2001. Selon les estimations de l'INDEC argentin, en juin 2007, il comptait 32 408 habitants.

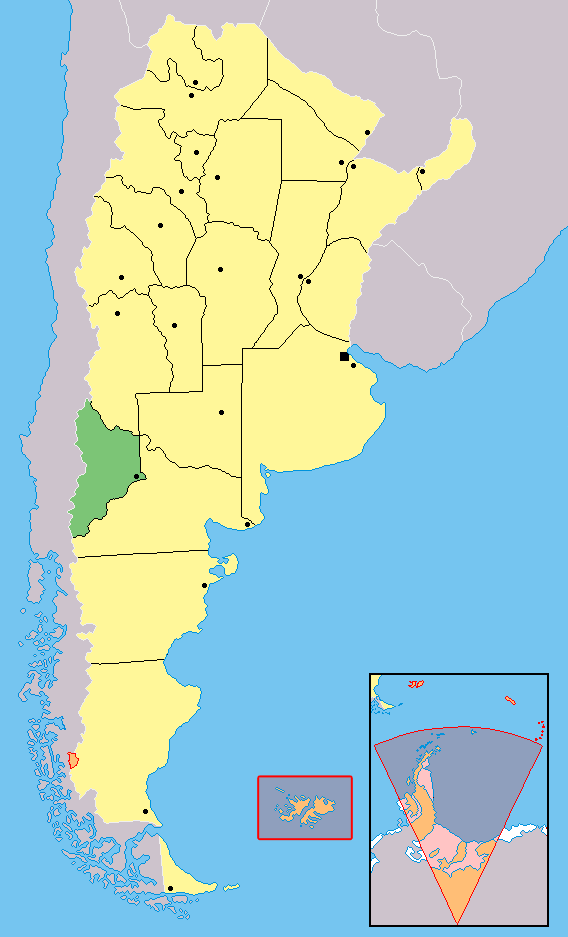
Localisation de la province de Neuquén en Argentine